# Підрив миротворців у казармах Бейруту
Підрив миротворців у казармах Бейруту — терористичні акції спрямовані проти військових підрозділів США та Франції, котрі виконували миротворчі місії в Лівані, під час місцевої громадянської війни 1975—1990 роках. Найбільша з терористичних атак на військових за межами Сполучених Штатів Америки в новітній історії. Кількість жертв — 307 осіб.

## Морська піхота в Лівані
Громадянська війна в Лівані з перервами почалась 1975 року. 6 червня 1982 року Ізраїльська армія скоїла інтервенцію в країну, для знищення розташованої в Лівані інфраструктури Організації звільнення Палестини (ОЗП), включно зі штаб-квартирою в Бейруті. Двомісячна осада Бейруту завершилась вимушеною евакуацією ОЗП з країни, одначе її місцеві союзники залишились та продовжили участь в конфлікті.
14 вересня під час теракту загинув новообраний президент Лівану Башир Жмаєль. У відповідь, з метою запобігання можливим заворушенням, ізраїльська армія пішла у наступ на Західний Бейрут, котрий після втечі ОЗП нікому було захищати. Християни-фалангісти з партії «Катаїб», місцеві союзники Ізраїлю, скористались цим, щоб помститись палестинцям за різню в Дамурі 1976 року, ввійшли в табір палестинських біженців Сабра і Шатила та вбили цивільних мешканців. Після цього випадку для відновлення спокою в країну направили міжнародні миротворчі сили у складі військових підрозділів США, Франції, Італії та Великої Британії.

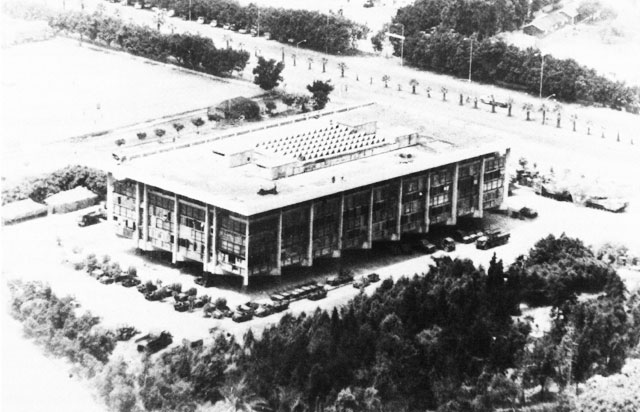
Штаб морської піхоти до атаки

Американські сили складались з одного батальйону морської піхоти, розташованого у великому чотирьох поверховому будинку на території Бейрутського міжнародного летовища. Морські піхотинці зайняли нейтральну позицію у конфлікті, що підтверджується чередою випадків між ними та ізраїльською армією, під час одного з них американський старшина зупинив пересування ізраїльської танкової колони, погрожуючи застосувати зброю. У кінці серпня 1983 року ситуація в Лівані різко погіршилась. Частіше відбувались обстріли між ворожими сторонами, а позиції морської піхоти обстрілювались мінометами, через що, у миротворців були втрати.

## Вибухи
Близько 6 години 20 хвилин ранку, у неділю 23 жовтня 1983 року вантажівка Мерседес-Бенц заїхала на територію Бейрутського летовища. Вантажівка була схожа на авто, що привозить до штабу морської піхоти воду, тому підозри в охорони не виникло. Автомобіль двічі об'їхав стоянку біля штабу, потім різко пришвидшився та поїхав у бік не закритих задніх воріт. Чергові почали стріляти з запізненням, оскільки згідно з правилами ведення бою для миротворчих операцій в Лівані тримали зброю розрядженою. Вантажівка прорвалась через колючий дріт, ворота та в'їхала в будівлю.
Вантажівка була завантажена 5 тонами вибухівки ТНТ. У результаті вибуху будівля штабу морської піхоти повністю завалилась, поховавши під уламками 400 сплячих американських солдатів. Через 20 секунд після вибуху аналогічна атака сталась на французьких миротворців.

## Жертви
Рятувальні роботи на уламках продовжувались декілька днів, незважаючи на те, що солдат, які розбирали уламки, періодично обстрілював снайпер.
Під час терористичних атак на штаби американського та французького миротворчих контингентів загинув 241 військовослужбовець США та 58 військовослужбовців Франції. Атака на казарми морської піхоти в Бейруті залишається найбільшим смертельним нападом на громадян США за межами країни після закінчення Другої світової війни.

## Наслідки
Місця здійснених терористичних актів відвідали американський віцепрезидент, Джордж Буш та французький президент Франсуа Міттеран. Керівництво США та Франції заявило про наміри продовжити миротворчу місію в Лівані, не дивлячись на втрати.
Організатори терористичних атак залишились невідомими. Відповідальність за атаки взяв на себе шиїтський Вільний ісламський революційний рух (не було організацією до 1985 року). 4 листопада терорист-смертник в'їхав в штаб ізраїльської контррозвідки в Тирі, що спричинило загибель приблизно 30 ізраїльтян та стількох же ліванських полонених. 17 листопада французька авіація здійснила авіаційний удар по позиціях шиїтських бойовиків та іранських «охоронців ісламської революції» в долині Баальбек, що було відплатою за підрив французького штабу. США не зробили ніяких відплатних дій проти орієнтовних організаторів вибуху.
У лютому 1984 року США, Франція, Італія та Велика Британія вивели свої війська з Лівану. В організації терактів підозрювали «Хезболлу» (а саме Імада Мугнія) та Іран, який її підтримував, але у 2001 році Каспар Вайнбергер, який під час ліванської операції був міністром оборони США, визнав, що перевіреної інформації щодо організаторів атак немає. Але все одно, у 2003 році американський окружний суддя Ройс Ламберт виніс рішення щодо позову сімей загиблих військовослужбовців, звинувативши в підготовці терористичної акції Ісламську Республіку Іран. Як докази фігурувало перехоплене Агентством національної безпеки повідомлення зі штабу іранської розвідки в Тегерані іранському послу в Дамаск, в якому посла просили зв'язатися з лідером ліванського шиїтського руху «Амаль» для підготовки «ефектної акції» проти морських піхотинців США.

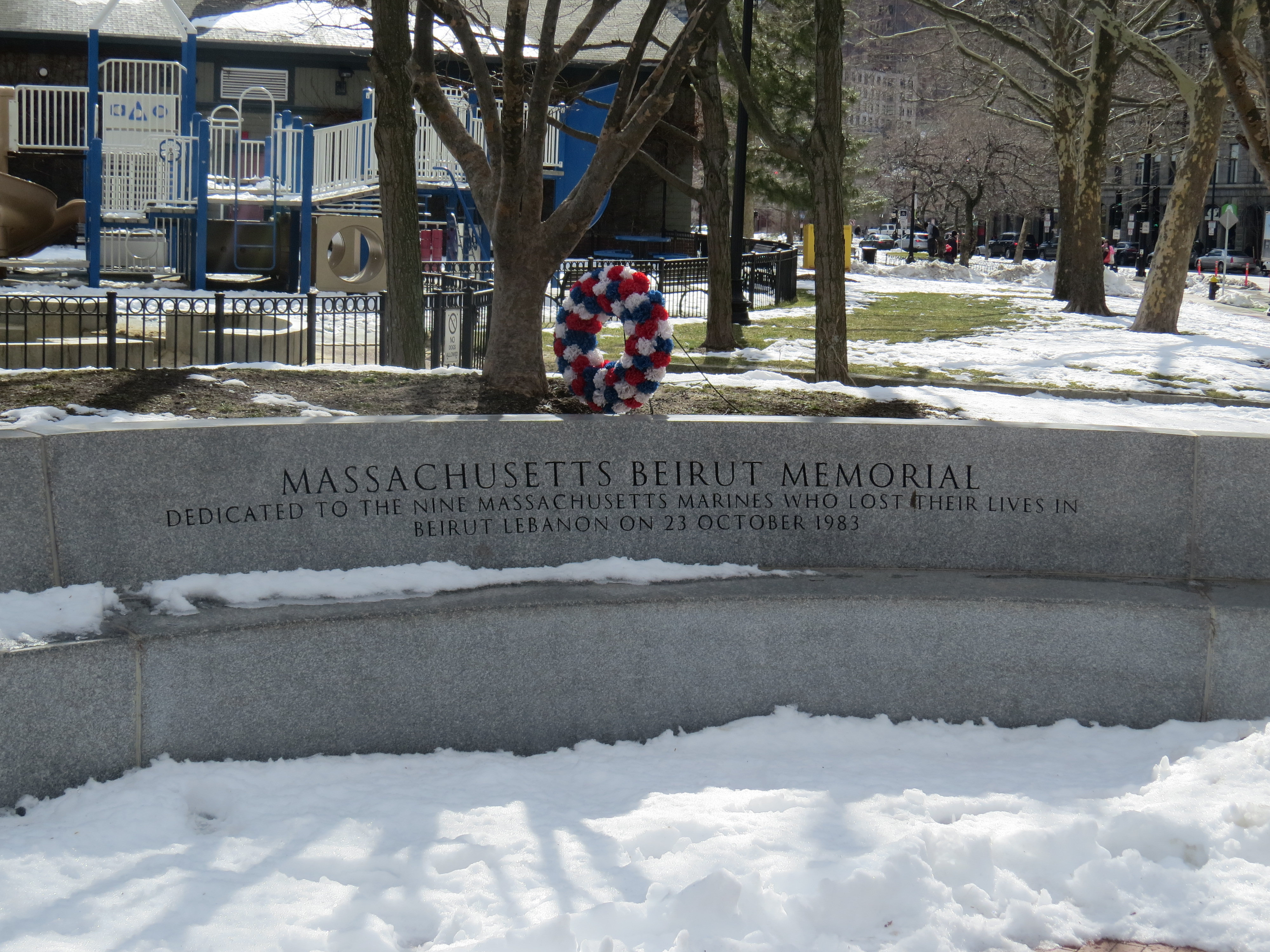
Меморіал дев’яти американським морським піхотинцям, які загинули в Бейруті 23 жовтня 1983 року (Бостон).

Деякі автори порівнюють вибух казарм в Бейруті з терактами 11 вересня 2001 року. Боб Джордан, засновник організації «Бейрутські ветерани Америки», заявив: «Бейрут був першою великою атакою під час того, що тепер стало Третьою світовою війною».
Одним із підозрюваних був Ібрагім Акіл, член «Хезболли». У 2023 році Державний департамент США опублікував винагороду в розмірі до 7 млн доларів за інформацію, яка призвела б до його затримання. Ібрагім Акіл загинув внаслідок ізраїльського удару по Бейруту у вересні 2024 року.